# Queenslandica
Queenslandica är ett släkte av skalbaggar. Queenslandica ingår i familjen vivlar.
Kladogram enligt Catalogue of Life:
| Queenslandica | \| \| Queenslandica munda \| \| \| \| \| \| Queenslandica posticalis \| \| \| \| |
|               | \| \| Queenslandica munda \| \| \| \| \| \| Queenslandica posticalis \| \| \| \| |
|               | Queenslandica munda                                                              |
|               |                                                                                  |
|               | Queenslandica posticalis                                                         |
|               |                                                                                  |